# Salles-de-Villefagnan
Salles-de-Villefagnan è un comune francese di 348 abitanti situato nel dipartimento della Charente, nella regione della Nuova Aquitania.

## Società

### Evoluzione demografica
Abitanti censiti